# Marja Visscher
Marja Visscher, ook bekend onder haar meisjesnaam Marja Coenradie (Rotterdam, 1951) is een Nederlands journaliste en schrijfster van voornamelijk historische romans.

## Leven en werk
Visscher werd geboren in Rotterdam. Als kind schreef zij al verhalen voor een wijkblad. Zij won ook diverse prijzen bij verhalenwedstrijden.
Tijdens haar huwelijk begon zij een studie Cultuur- en Literatuurwetenschappen. Als journaliste schreef zij voor diverse uitgaven van het toenmalige krantenconcern Wegener, zoals Het Zuiden en De Havenloods.
Onder de naam Marja Coenradie schreef ze het boek: De freule en de Führer. Het verhaal van Unity Mitford (2020).